# 166. østlige længdekreds
Den 166. østlige længdekreds (eller 166 grader østlig længde) er en længdekreds, der ligger 166 grader øst for nulmeridianen. Den løber gennem Ishavet, Asien, Stillehavet, det Sydlige Ishav og Antarktis.